# Kosmos 557
| Kosmos 557             | Kosmos 557                                |
| ---------------------- | ----------------------------------------- |
| Saljut-Programm        |                                           |
| Einsatzdaten           |                                           |
| Start: (Basismodul)    | 11. Mai 1973 00:20:00 UTC Baikonur 200/39 |
| Wiedereintritt:        | 22. Mai 1973                              |
| NSSDC-ID:              | 1973-026A                                 |
| Besatzungen:           | 0 Besatzungen                             |
| Bemannt im Orbit:      | 0 Tage                                    |
| Insgesamt im Orbit:    | 11 Tage                                   |
| Erdumkreisungen:       | ~175                                      |
| Apogäum:               | 266 km                                    |
| Perigäum:              | 218 km                                    |
| Umlaufzeit:            | 89,1 min                                  |
| Bahnneigung:           | 51,6°                                     |
| Zurückgelegte Strecke: | ? km                                      |
| Gesamtmasse:           | 19.400 kg                                 |

Kosmos 557 war das dritte zivile Raumlabor (DOS 3) der Sowjetunion.
Die Raumstation wurde am 11. Mai 1973 um 0:20 UTC vom Kosmodrom Baikonur mit einer Proton-Rakete in eine Erdumlaufbahn gebracht. Die Bahnhöhe lag zwischen 218 und 266 Kilometern bei einer Bahnneigung von 51,6 Grad. Kosmos 557 konnte jedoch im Orbit nicht stabilisiert werden, da nach dem Auftreten von Abweichungen bei der Orientierung der Station die Übertragung der notwendigen Korrekturkommandos nicht rechtzeitig gelang. So verglühte sie bereits nach elf Tagen am 22. Mai 1973 über dem Pazifik. Deshalb erhielt sie lediglich eine Tarnbezeichnung der Kosmos-Reihe. Im Falle eines erfolgreichen Starts hätte die Station eine Saljut-Bezeichnung erhalten.